# Національні парки Великої Британії

Чотирнадцять територій, що мають статус національного парку у Сполученому Королівстві та Зе Бродс, що мають еквівалентний до національного парку статус

Національні парки Великої Британії (валл. parciau cenedlaethol; шотл. гел. pàircean nàiseanta) — це території з відносно незабудованим і мальовничим ландшафтом по всій країні з обмеженим проєктуванням. Незважаючи на свою назву, вони суттєво відрізняються від національних парків у багатьох інших країнах, де ними зазвичай володіють та керують уряди як національними ресурсами, котрі вони захищають, і в справи котрих зазвичай не включають місцеві людські спільноти. У Сполученому Королівстві територія, що має статус національного парку може включати значні поселення та землекористування людей, що часто є невід'ємними частинами ландшафту. Земля в межах національних парків залишається переважно у приватній власності. Таким чином, ці парки не є справді «національними парками» відповідно до міжнародно прийнятого стандарту МСОП, але це території з видатним ландшафтом, де контроль проєктування дещо більш обмежувальний, ніж деінде.
У Великій Британії є чотирнадцять національних парків, дев'ять з яких знаходяться в Англії, три в Уельсі і два в Шотландії. Також в Англії є одна територія(Зе Бродс) з статусом еквівалентним національному парку.
За оцінками, щорічно національні парки Англії та Уельсу відвідують 110 мільйонів людей. Відпочинок і туризм приваблюють відвідувачів та їх кошти в парки, що дозволяє підтримувати зусилля з їх збереження, а також підтримують місцеве населення завдяки формуванню бізнесів та робочих місць спрямованих на задоволення потреб туристів. Однак ці відвідувачі також приносять й проблеми, такі як ерозія та затори, а також конфлікти щодо використання ресурсів парків.

## Національні парки

### Огляд
З десяти національних парків Англії п'ять розташовані на півночі, два на південному заході, один на сході та два на півдні. Парки охоплюють 10,7 % площі Англії та 19,9 % Уельсу.
Національний парк Кернгормс, розміром в 4,528 км2, є найбільшим з національних парків. За межами Шотландського нагір'я найбільшим є національний парк Озерний Край, розміром в 2,292 км2, що є першим за розміром національним парком в Англії та другим у Великій Британії.
Національний парк Сноудонія, 2,142 км2, є найбільшим національним парком в Уельсі та третім за величиною у Великій Британії.
Найменшим національним парком в країні є Зе Бродс, 303 км2.

### Список національних парків
| Назва                                     | Фото | Установча країна / Область | Дата формування   | Площа     |
| ----------------------------------------- | ---- | --- | ----------------- | --------- |
| Пік-Дистрикт                              |      | Дербішир, Чешир, Великий Манчестер, Стаффордшир, Південний Йоркшир, Західний Йоркшир 53°21′ пн. ш. 1°50′ зх. д. / 53.350° пн. ш. 1.833° зх. д.           | 17 квітня 1951    | 1438 км2  |
| Озерний край                              |      | Камбрія 54°30′ пн. ш. 3°10′ зх. д. / 54.500° пн. ш. 3.167° зх. д.                                                                                        | 9 травня 1951     | 2292 км2  |
| Сноудонія (валл.: Eryri)                  |      | Гвінет, Конві 52°54′ пн. ш. 3°51′ зх. д. / 52.900° пн. ш. 3.850° зх. д.                                                                                  | 18 жовтня 1951    | 2142 км2  |
| Дартмур                                   |      | Девон 50°34′ пн. ш. 4°0′ зх. д. / 50.567° пн. ш. 4.000° зх. д.                                                                                           | 30 жовтня 1951    | 956 км2   |
| Пемброкшир Кост (валл.: Arfordir Penfro)  |      | Пембрукшир 51°50′ пн. ш. 5°05′ зх. д. / 51.833° пн. ш. 5.083° зх. д.                                                                                     | 29 лютого 1952    | 620 км2   |
| Норт Йорк Мурс                            |      | Північний Йоркшир 54°23′ пн. ш. 0°45′ зх. д. / 54.383° пн. ш. 0.750° зх. д.                                                                              | 29 листопада 1952 | 1436 км2  |
| Долини Йоркшира                           |      | Північний Йоркшир, Камбрія, Ланкашир 54°16′ пн. ш. 2°05′ зх. д. / 54.267° пн. ш. 2.083° зх. д.                                                           | 16 листопада 1954 | 2179 км2  |
| Ексмур                                    |      | Сомерсет, Девон 51°06′ пн. ш. 3°36′ зх. д. / 51.100° пн. ш. 3.600° зх. д.                                                                                | 19 жовтня 1954    | 693 км2   |
| Нортумберленд                             |      | Нортумберленд 55°19′ пн. ш. 2°13′ зх. д. / 55.317° пн. ш. 2.217° зх. д.                                                                                  | 6 квітня 1956     | 1049 км2  |
| Брекон Біконс (валл.: Bannau Brycheiniog) |      | Бланау-Гвент, Кармартеншир, Мертір-Тідвіл, Повіс, Ронта-Кінон-Тав, Монмутшир, Торван, Карфіллі 51°53′ пн. ш. 3°26′ зх. д. / 51.883° пн. ш. 3.433° зх. д. | 17 квітня 1957    | 1351 км2  |
| Зе Бродс                                  |      | Норфолк, Саффолк 52°43′27″ пн. ш. 1°38′27″ сх. д. / 52.72417° пн. ш. 1.64083° сх. д.                                                                     | 1 квітня 1989     | 303 км2   |
| Лох-Ломонд-енд-Зе-Троссахс                |      | Західний Данбартоншир, Аргайл-і-Б'ют, Перт-і-Кінросс, Стерлінг 56°15′ пн. ш. 4°37′ зх. д. / 56.250° пн. ш. 4.617° зх. д.                                 | 24 квітня 2002    | 1,865 км2 |
| Кернгормс                                 |      | Гайленд, Морей, Абердиншир, Ангус, Перт-і-Кінросс 57°5′ пн. ш. 3°40′ зх. д. / 57.083° пн. ш. 3.667° зх. д.                                               | 6 січня 2003      | 4528 км2  |
| Нью-Форест                                |      | Гемпшир, Вілтшир 50°52′ пн. ш. 1°34′ зх. д. / 50.867° пн. ш. 1.567° зх. д.                                                                               | 1 березня 2005    | 580 км2   |
| Саус-Даун                                 |      | Східний Сассекс, Гемпшир, Західний Сассекс 50°54′40″ пн. ш. 0°22′01″ зх. д. / 50.911° пн. ш. 0.367° зх. д.                                               | 12 листопада 2009 | 1641 км2  |